# Delitos de guante blanco o de cuello blanco
Delitos de guante blanco o Delitos de cuello blanco son los nombres que se les da a aquellos delitos que se realizan sin aparente contacto delictivo con las personas (de ahí lo de blanco). Aunque ambos reflejan conductas delictivas contra el patrimonio y el orden socioeconómico, los delitos de cuello blanco o de guante blanco no deben confundirse, ya que los delitos de cuello blanco suelen afectar a una mayor parte de sujetos pasivos, siendo también mayor el desvalor de la acción debido a la posición de sus sujetos activos. 
Los delitos de cuello blanco son aquellos en los que el delito o crimen suelen realizarse por personas con un estatus socioeconómico alto. Los delitos de cuello blanco más comunes son: el tráfico de influencias, el fraude, el lavado de dinero, el cohecho, el vaciamiento de empresas, la quiebra fraudulenta, el peculado ,  la malversación de fondos económicos;  la delincuencia organizada.
Los delitos de guante blanco, en cambio, son aquellos delitos relacionados con el hurto, el robo, el plagio, la apropiación indebida, la estafa, entre otros, realizados sin violencia o intimidación directa. Se trata de delitos patrimoniales "limpios", que no ofrecen concurso con ningún otro tipo de delito contra la persona. Un ejemplo típico es el ladrón de cuadros de un museo que roba una pieza sin que nadie se de cuenta a tiempo, habiendo el ladrón entrado, aprehendido la cosa y marchado del lugar con ella sin mayor acción que esa.

## Historia y Antecedentes
Edwin H. Sutherland, sociólogo y uno de los criminólogos estadounidenses que más influencia ha tenido en el siglo XX, introdujo el concepto de crimen de cuello blanco por primera vez en un discurso de toma de posesión ante la AAS (Asociación Americana de Sociología) o ASA por sus siglas en idioma inglés (American Sociological Association) en diciembre de 1939, más tarde (1949) publicó su monografía “White-Collar Crime” o “Delito de cuello blanco”. Como ya se mencionó, este tipo de delitos son cometidos por personas con un alto estatus social y económico, estos delitos se han cometido desde épocas antiguas ya que los burgueses cometían estafas entre sí mismos. Tal es el caso del legislador griego Solón de Atenas (ca. 683 a. C. -559), quien en forma de poesía escribió su punto de vista respecto a lo que realizaban los comerciantes en Egipto. En Grecia se expone un discurso dado por el orador Lisias, quien solicita se les dé pena de muerte a las personas que acaparan el grano o cereal, el pan, en sí los suplementos básicos para la vida de la población ya que creaban mitos de que ciertos puertos habían sido bloqueados y así evitaban la competencia, dándoles una gran clientela y dominaban por tanto el mercado.

### Derecho Romano
En Roma, se promulgó “la Ley de Justiniano”, la cual decía que todo aquel que conspirara para elevar y adueñarse del precio de la canasta básica debería ser multado, debía ser vetado del comercio o en el peor de los casos ser desterrados, incluso se dio aliento a mujeres y esclavos para que dieran fe de estos hechos y así poder actuar contra los criminales.

### Derecho Hebreo
Los delitos de esta índole en el antiguo derecho hebreo se consideraban incluso más graves que muchos de los delitos violentos. Aquellos que realizaban delitos en secreto eran considerados que no eran contemplados por Dios y por eso merecían ser castigados de una manera más severa.

## Concepto
El concepto de los delitos de cuello blanco o guante blanco tienen gran trascendencia en las teorías de la conducta delincuente, debido a que esto da una alerta dirigida a un área amplia de la conducta criminal que ha sido descuidada por muchos criminólogos. No obstante es importante mencionar que este tipo de delitos se han vuelto cada vez más comunes en la sociedad actual, debido a que los grandes criminales ya no son aquellos que hacen una verdadera masacre, ahora son aquellos que están con un sombrero y detrás de un escritorio. Por su estatus socioeconómico, son llamados de cuello blanco los delitos realizados y van desde los fraudes, hasta “el robo elegante”, que consiste en obtener dinero por medio de una malversación de fondos ya sea de una empresa o de un usuario de servicios económicos frágiles.
Dentro de los delitos considerados como de cuello blanco se encuentran los siguientes:
- Acaparar el mercado
- Apropiación indebida
- Blanqueo de capitales
- Cohecho
- Colusión
- Crimen organizado
- Delito informático
- Estafa
- Espionaje industrial
- Evasión de impuestos
- Falsificación
- Fraude fiscal
- Lavado de dinero
- Malversación de caudales públicos
- Prevaricación
- Tráfico de influencias

## Tipos de delitos de cuello blanco
● Delitos de cuello blanco (individual): actos cometidos por un empleado en contra de su lugar de empleo o desde su lugar de trabajo como la malversación de fondos. 
● Delitos corporativos: actos ilegales de los empleados de las corporaciones en beneficios de la misma como el desecho ilegal de materiales peligrosos.
● Delitos de cuello azul (individual): delitos de trabajadores en contra de su empleo como el robo de maquinaria.

## El lavado de dinero y el outsourcing
El lavado de dinero es un acto ilícito que se realiza para hacer el intercambio de la riqueza obtenida de modo ilícito y convertirlo en activos financieros para hacerlos pasar por lícitos, en sí, el lavado de dinero es considerado un delito en el cual los que lo cometen buscan la forma de ocultar la procedencia de dinero puesto que ha sido obtenido de manera ilegal o ilícita.
A este delito se le considera un fenómeno social y económico debido a que el origen del mismo se deriva de diferentes acciones ilícitas que al mismo tiempo se orientan al desorden y la descompostura de la sociedad. En las últimas décadas el delito del lavado de dinero ha cobrado fuerza puesto que no está limitado por algún territorio en específico sino que es globalizado. Debido a lo mencionado anteriormente se tomó la decisión de tipificar y sancionar este delito al realizar el proceso de replantear la política internacional antidroga iniciada a finales de 1984 y concluyó finalmente en 1988 en la convención de la ONU (Organización de las Naciones Unidas) contra el tráfico ilícito de estupefacientes y sustancias psicotrópicas.
La relación entre las outsourcing y el lavado de dinero, que en este caso se pueden definir como un tipo de relación por contrato que le permite a la empresa a utilizar las instalaciones físicas de la empresa b y resolver de una manera fácil sus necesidades operativas, ya que les otorgan los servicios necesarios para desarrollar las funciones de su proceso productivo. Estas forman parte de una tendencia que poco a poco se ha introducido dentro del ámbito empresarial que consiste en obtener recursos para la empresa a provenientes de la empresa b y esto se presta para que sea más fácil la malversación de recursos o delito de lavado de dinero.

## Datos relevantes respecto al delito de lavado de dinero
En la convención de Viena adoptada el 20 de diciembre de 1988 fueron propuestas las siguientes medidas normativas:
- La criminalización especifica como delito autónomo.[6]

- La estructuración de mecanismos y procedimientos para la detección y fiscalización de actos relacionados con el lavado de dinero.[6]

- La promoción y consolidación de un espacio internacional común de represión del lavado de dinero.[6]

- La ampliación y modernización de las disposiciones y técnicas operativas para la inmovilización inmediata y el decomiso de bienes obtenidos de manera ilícita.[6]

- La flexibilización del secreto bancario.[6]

## Actualidad
Hoy en día, los delitos de cuello blanco son un asunto de total trascendencia para el mundo, principalmente para Estados Unidos debido a algunos casos que impactaron al mundo como el de Enron que fue una empresa de energía sustentable la cual utilizó muchas irregularidades contables para ocultar que realmente esta empresa estaba en quiebra y las personas siguieran invirtiendo en ella, conllevándolas a quedar en bancarrota al momento de que Enron ya no pudo ocultar sus número más tiempo. Muchas otras sociedades estadounidenses de renombre se han visto involucradas en actividades empresariales ilícitas, algunos ejemplos de estas son; WoldCom, Adelphia y Tyco. Pero no solo en Estados Unidos y Latinoamérica se dan este tipo de delitos, también se dan otros escándalos corporativos en todo el mundo, tal es el caso del expresidente Klaus Esser, de Mannesmann quien fue acusado de aceptar un amplio incentivo por ser altamente eficiente, cosa que solo lo enriqueció a costa de los accionistas, también fue acusado un banquero del consejo de administración quien aprobó el pago del expresidente.

## Tipificación y sanción de los delitos de cuello blanco
Los delitos de cuello blanco o guante blanco no tienen una tipificación o sanción adecuada al menos en México, sin embargo si cada crimen de esta índole se aísla individualmente si existen sanciones adecuadas, además la sentencia por estos ilícitos es menor que la de los delitos normales debido a que como son crímenes sin muertes (por lo general), las sentencias son menores. Otro dato importante es que el lavado de dinero tiene incluso en México su propia ley para sancionar adecuadamente este problema.

## Impunidad
Debido a que estos delitos suelen ser efectuados por individuos (muchas veces por generaciones de exitosos delincuentes ) que poseen grandes capitales y por lo mismo gran poder e influencia sobre elementos corruptos del poder judicial ( ver: prevaricato ) e incluso sobre el mismo gobierno de países, los más grandes delitos de cuello blanco suelen quedar sin punición legal es decir : impunes.